# Михеев, Анжелий Михайлович
Анжелий Михайлович Михеев (25 октября 1935, Киров — 23 декабря 1999) — председатель Кировского горисполкома (1990—1991), глава администрации г. Кирова (1991—1994); Заслуженный строитель РФ (1994), лауреат премии Совета Министров СССР (1974). Почётный гражданин города Кирова (1995).

## Биография
Родился в г. Кирове в семье служащих. Окончил Ленинградский политехнический институт по специальности «инженер-гидротехник-строитель».
Работал в г. Кирове с 1959 по 1985 гг. в системе «Кировстроя»: мастером, начальником цеха завода железобетонных конструкций № 7, зам. начальника производственного отдела, главным инженером СМУ № 4 (пос. Мурыгино Юрьянского района), начальником производственного отдела, начальником СМУ № 5, заместителем управляющего трестом «Кировпромстрой», с 1972 г. — управляющим трестом «Кировжилстрой». С 1976 г. — главный инженер Кировского территориального управления строительства.
С 1985 г. — первый заместитель председателя Кировского горисполкома, с 1988 г. — начальник Главного управления по строительству Кировской области «Кировстрой».
В 1990—1991 гг. — председатель Кировского горисполкома, в 1991—1994 гг. — глава администрации г. Кирова, в 1994—1996 гг. — заместитель главы администрации Кировской области по социальным вопросам.
В честь него назвали улицу в г. Киров.

## Награды, звания
- орден «Знак Почёта»;
- Орден святого благоверного князя Даниила Московского II степени[1];
- серебряная медаль ВДHХ;
- Заслуженный строитель Российской Федерации (18 мая 1994) — за заслуги в области строительства и многолетний добросовестный труд
- Почётный гражданин г. Кирова (1995) — за большие заслуги и личный вклад в развитие строительства, экономики, науки, культуры, образования, здравоохранения и управления городом[3]

## Память
На доме № 83 по улице Карла Либкнехта, где он жил в г. Кирове, установлена мемориальная доска.